# Boyle Mountains
Die Boyle Mountains sind eine Gebirgskette an der Loubet-Küste des Grahamlands auf der Antarktischen Halbinsel. Sie ragen an der Basis der Arrowsmith-Halbinsel zwischen dem Lallemand-Fjord im Norden und dem Bourgeois-Fjord im Süden auf. Prominte Gipfel sind der Quervain Peak (2030 m) und der Bartholin Peak (ca. 2100 m).
Kartografisch erfasst wurden sie durch Vermessungen des Falkland Islands Dependencies Survey und mithilfe von Luftaufnahmen zwischen 1946 und 1959. Das UK Antarctic Place-Names Committee benannte die Berge 1959 nach dem englischen Naturforscher Robert Boyle (1627–1692), dessen Buch New Experiments and Observations Touching Cold or an Experimental History of Cold, Begun aus dem Jahr 1655 einen ersten großen wissenschaftlichen wie auch philosophischen Ansatz zur Entstehung und Auswirkung von Kälte lieferte.